# Fiebrigella aterrima
Fiebrigella aterrima är en tvåvingeart som först beskrevs av Oswald Duda 1933.  Fiebrigella aterrima ingår i släktet Fiebrigella och familjen fritflugor. Inga underarter finns listade i Catalogue of Life.